# Desmosoma ochotense
Desmosoma ochotense är en kräftdjursart som beskrevs av Oleg Grigor'evich Kussakin 1965. Desmosoma ochotense ingår i släktet Desmosoma och familjen Desmosomatidae. Inga underarter finns listade i Catalogue of Life.